# Hoàng Hồng Cẩm
Hoàng Hồng Cẩm (1959 tại Hà Nội - 27 tháng 10 năm 2011), là một họa sĩ Việt Nam. Ông đã triển lãm tranh cá nhân ở nhiều quốc gia, và vẫn tiếp tục vẽ. Ông là con trai của họa sĩ Hoàng Lập Ngôn.
Ông tốt nghiệp trường Cao đẳng Mỹ thuật Công nghiệp Hà Nội năm 1983. Ông là hội viên Hội Mỹ thuật Hà Nội và Hội Mỹ thuật Việt Nam.

## Triển lãm
- Triển lãm tại Hà Nội (1991, 1992, 1994, 1996)
- "100 năm Mỹ thuật Việt Nam", Singapore (1994)
- Phòng trưng bày Cicada, Singapore (1996)
- Bắc Kinh, Trung Quốc (1996)
- Mỹ thuật Đương đại Việt Nam: "The Winding River", Washington DC, Hoa Kỳ (1996)
- Sydney, Úc (1998)
- Brussels, Bỉ, Liên minh Châu Âu: "Việt Nam trong thế kỷ 20, Nghệ thuật minh họa và Video âm thanh từ năm 1935 đến nay" (1998–2000)
- Triển lãm Nhóm, "Vietnam Now," Washington D.C, USA (2005)[5]